# Son (2021)
Son ist ein Psycho-/Horror-Thriller von Ivan Kavanagh, der im März 2021 in den USA veröffentlicht und im gleichen Monat beim Dublin International Film Festival erstmals in Irland gezeigt wurde.

## Handlung
Laura ist als junges Mädchen einer satanischen Sekte entkommen. Nun ist sie selbst Mutter. Als einige Mitglieder ihrer früheren Sekte in ihr Haus einbrechen und versuchen, ihren 8-jährigen Sohn David mitzunehmen und die Polizei eintrifft, fehlt von den Männern allerdings jede Spur. Einige Zeit später wird der Junge jedoch plötzlich krank. Die versuchte Entführung hat ihn irgendwie völlig verändert.

## Produktion
Regie führte Ivan Kavanagh, der auch das Drehbuch schrieb. Er begann mit dieser Arbeit kurz nach der Geburt seines ersten Sohnes. Diese verlief nicht ohne Komplikationen, und die folgenden Monate waren für ihn extrem belastend. „Aus dieser Angst und Furcht entstand Son“, so Kavanagh. Er habe das Drehbuch in diesen schlaflosen Nächten geschrieben, in einer Zeit, in der er mit Ängsten und Albträumen lebte.
Andi Matichak spielt Laura, Luke David Blumm in der Titelrolle ihren Sohn David. Emile Hirsch ist in der Rolle von Detective Paul zu sehen. Des Weiteren finden sich auf der Besetzungsliste Cranston Johnson, Blaine Maye, J. Robert Spencer, Rocco Sisto und Kristine Nielsen.
Als Kameramann fungierte Piers McGrail, mit dem Kavanagh bereits für Never Grow Old zusammenarbeitete.
Die Filmmusik komponierte Aza Hand, mit der Kavanagh ebenfalls bereits für Never Grow Old zusammenarbeitete.
Am 5. März 2021 wurde Son von RLJE Films in den USA veröffentlicht und im gleichen Monat beim Dublin International Film Festival erstmals in Irland gezeigt. Im Juni 2021 wurde er beim Fantasy Filmfest erstmals in Deutschland gezeigt. Anfang Juli 2021 wurde er beim Neuchâtel International Fantastic Film Festival erstmals in der Schweiz gezeigt. Am 24. September 2021 wurde der Film in Deutschland auf DVD und als Blu-ray veröffentlicht.

## Rezeption

### Kritiken
Von den bei Rotten Tomatoes aufgeführten Kritiken sind bislang 76 Prozent positiv.

### Auszeichnungen
Brussels International Fantastic Film Festival 2021
- Auszeichnung mit dem Silbernen Raben im Internationalen Wettbewerb (Ivan Kavanagh)[9]

Dublin International Film Festival 2021
- Auszeichnung als Bester Film mit dem George Byrne Maverick Award (Ivan Kavanagh)[10]

Irish Film and Television Academy Awards 2021
- Auszeichnung für die Beste Filmmusik (Aza Hand)[11]

Neuchâtel International Fantastic Film Festival 2021
- Nominierung im Internationalen Wettbewerb[12]